# 云溪乡 (岳阳市)
云溪乡，中华人民共和国湖南省岳阳市云溪区下属镇，在云溪区南部。

## 建制沿革
- 1950年，设云溪乡；
- 1958年，改置云溪公社；
- 1984年，改置云溪乡。

## 行政区划
云溪乡下辖16條村、3个渔场，247組村民小组。
- 坪田村、桃李村、建军村、青石村、友好村、荷花村、团结村、建设村、下清溪村、上清溪村、双花村、八一村、胜利村、新铺村、东风村、滨湖村
- 杨旗湖渔场、芭蕉湖渔场、黄泥沟渔场